# Vejrstation
En Vejrstation er et sted hvor der foretages meteorologiske observationer og målinger. Vejrstationerne er enten bemandede eller automatiserede. Stationerne kan have forskellige formål, eksempelvis vindmåling, nedbørsmåling, sigtmåling (særlig til havs), lufttryksmåling, osv. Både faste stationer og vejrballoner kan desuden have radiosonder til overføring af automatiske data til anlæg på jorden. Enkelte stationer ved kysterne kan derudover have udstyr til at udføre oceanografiske observationer, eksempelvis måling af saltindhold eller algemængde. Baseret på vejrstationerne aflæses de meteorologiske fænomener over større områder og giver grundlag for at publicere vejrkort. 
For Vejrudsigtsformål eksisterer der et internationalt samarbejde for udveksling af meteorologiske observationer. Dette samarbejde koordineres af Verdens meteorologiorganisation (no) (WMO). Disse observationer bliver udført på det samme tidspunkt og man kalder derfor sådanne observationer for synoptiske observationer. Traditionelt har synoptiske observationer været udvekslet internationalt på landstationer som bliver gjort ved et eller flere faste tidspunkter over hele verden: 00, 03, 06, 09, 12, 15, 18 og 21 UTC. Formålet er at kortlægge vejrsituationen på et givet tidspunkt over et større geografisk område.
- Typisk udstyr på en manuel vejrstation (Ny-Ålesund): Nedbørmåler til venstre og termometerhytte til højre.
- DMIs målestation syd for Ebbevejen til Mandø
- DMIs vejrradar på Rømø